# 深源地震
深源地震 (deep focus earthquake) 指震源深度超过300公里的地震。深源地震多发生在太平洋一带的深海沟附近。目前已知震源最深的地震发生于日本小笠原群島附近（為2015年小笠原群島地震），震源深度达682公里。深源地震即使震级很高，一般也不会造成灾害。有时也将“中源地震”和“深源地震”统称为深震。